# مکرتیچ مکرتچیان (آموزگار)
مکرتیچ گیمی مکرتچیان (ارمنی: Մկրտիչ Գեիմի Մկրտչյան؛  زادهٔ ۱۹۱۸ - درگذشته تاریخ نامعلوم) کارشناس علوم پرورشی اهل ارمنستان بود.

## زندگی‌نامه
وی در ۱۹۱۸ در پمزاشن به دنیا آمد و از دانشگاه دولتی علوم پرورشی خاچاطور آبوویان ارمنستان فارغ‌التحصیل گشت. وی در دانشگاه ملی پلی‌تکنیک ارمنستان فعالیت می‌کرد. همچنین برندهٔ جوایزی همچون آموزگار شایسته ارمنستان شوروی شده است. سال درگذشت نامعلوم است